# Weston (Idaho)
Weston é uma cidade localizada no estado americano de Idaho, no Condado de Franklin.

## Demografia
Segundo o censo americano de 2000, a sua população era de 425 habitantes.
Em 2006, foi estimada uma população de 446, um aumento de 21 (4.9%).

## Geografia
De acordo com o United States Census Bureau tem uma área de
5,1 km², dos quais 5,1 km² cobertos por terra e 0,0 km² cobertos por água. Weston localiza-se a aproximadamente 1436 m acima do nível do mar.

## Localidades na vizinhança
O diagrama seguinte representa as localidades num raio de 16 km ao redor de Weston.